# Македонско девойче (албум)
„Македонско девойче“ е третият фолклорен албум на Райна, издаден на 8 ноември 2011. В него Райна събира 17 македонски песни. Албумът ѝ носи наградата за „Фолклорен албум 2011“ на годишните награди на ТВ „Планета“.

## Песни и DVD
1. „Македонско девойче“
2. „Майка на Марийка думаше“
3. „Ако сгреша, нека изгорам“ (дует с Малин Домозетски)
4. „Що ти са очи плакали, Яно“
5. „Сите девойчиня“
6. „Како, що е тая чаша“ (дует с Малин Домозетски)
7. „Камен да беше, ке ми простеше“
8. „Не можам душо“
9. „Сите пеят“
10. „Литни ми соколе“
11. „Славей ми пее“
12. „Димитрия“
13. „Що имала късмет Стамена“
14. „Тежка беше нашата разделба“ (дует с Малин Домозетски)
15. „Бела гълабица“
16. „Садила мома“
17. „Българйо любима“